# Johan Henrik Deuntzer
Johan Henrik Deuntzer (født 20. maj 1845 i København, død 16. november 1918 i Charlottenlund) var en dansk jurist og politiker, der var Danmarks konseilspræsident (statsminister) og udenrigsminister i Ministeriet Deuntzer fra 24. juli 1901 til 14. januar 1905.
Han er især kendt som manden, der gennemførte Systemskiftet 1901, og som blev den første regeringsleder i partiet Venstres historie.

## Familie
Johan Henrik Deuntzer var søn af murermester Johan Jacob Deuntzer.

## Karriere

### Juridisk karriere
Johan Henrik Deuntzer blev student i 1862 fra Det von Westenske Institut og cand.jur. fra Københavns Universitet i 1867. I 1869 modtog han universitets guldmedalje. Han var professor i civilret og processen 1872-1901. 

Han var konstitueret formand og næstformand i Sø- og Handelsretten 1880-1883, konstitueret assessor i Københavns skiftekommision 1882-1884. 
 
Han var ekstraordinær assessor i Højesteret fra 1894. I 1894 blev han desuden æresdoktor ved Københavns Universitet.

## Politisk karriere

### Regeringsleder
Deuntzer var konseilspræsident (statsminister) og udenrigsminister 1901-1905. Han var den første statsminister efter systemskiftet og den første statsminister fra partiet Venstre.

### Liberal kandidat
I 1880'erne havde Deuntzer været med til at stifte Kjøbenhavns liberale Vælgerforening, (der blev radikal i 1905). Deuntzer opstillede som liberal modkandidat til Højres rigsdagmænd, men han blev ikke valgt.

### Folketingsmand
Johan Henrik Deuntzer var folketingsmand for Højrupkredsen (Sønder Broby kredsen) fra 1902 til 1913. Han blev valgt til Folketinget som efterfølger for tingets tidligere formand Sofus Høgsbro, der døde i 1902. I 1913-1920 var Højrupkredsen repræsenteret af redaktør Johannes Fog-Petersen, der var gift med Solvejg Høgsbro, som var sønnedatter af Sofus Høgsbro (kredsens folketingsmand gennem mange år). 

### Løsgænger
Deuntzer meldte sig ud af Venstrereformpartiet i marts 1905. Som løsgænger stod han i valgruppe med Folketingets Venstre indtil 1909 og derefter med Radikale Venstre. I 1914 (et år efter sin udtræden af Folketinget) meldte Deuntzer sig ind i Radikale Venstre. I sine holdninger stod han det radikale parti nær. Han blev dog aldrig en egentlig partigænger.

### Landstingsmand
Juleaften 1913 døde tidligere konseilspræsident J.B.S. Estrup, der var kongevalgt landstingsmand for Højre. I januar 1914 blev Deuntzer udnævnt til den ledige plads som kongevalgt. I begyndelsen var han løsgænger, men han meldte sig ind i Det radikale Venstres rigsdagsgruppe i juni 1914. Den 20. marts 1918 blev Deuntzer landstingsvalgt medlem af Landstinget. Han nedlagde mandatet den 22. april 1918 til fordel for udenrigsminister Erik Scavenius til Voergaard. Scavenius var søn af Estrups fætter.

## Død og begravelse
Johan Henrik Deuntzer var ugift. Ved folketællingen i 1916 var han med titel af geheimekonferensråd bosiddende i sin ejendom på Strandvejen 243 i Charlottenlund sammen med husbestyrerinde, kokkepige, stuepige og gartner. Ved sin død havde han bopæl samme sted. Han blev begravet på Bispebjerg Kirkegård i København, hvor gravstedet blev sløjfet i 1963.

## Bestyrelsesposter
- formand for bestyrelsen i Frederiksberg Arbejderhjem fra 1875
- formand for bestyrelsen i Nye Danske Brandforsikringsselskab 1896-1901
- medstifter og medlem af bestyrelsen for det Østasiatiske Kompagni fra 1897
- medlem af Dansk Arbejderbanks bankråd fra 1879

## Ordener
Storkors af Dannebrog

 Dannebrogsmand